# SAR-400
SAR-400 (антропоморфная робототехническая система) —  торсовый (то есть выполненный в виде верхней половины корпуса) антропоморфный робот с двумя руками, заканчивающимися захватными узлами, выполненными в виде антропоморфных кистей, и копирующей системой управления. Робот-космонавт, разработанный НПО «Андроидная техника» по заказу Роскосмоса для работы на Международной космической станции в качестве помощника космонавта. Планировалось проведение космического эксперимента в 2014 году и последующая отправка в космос, которая не была осуществлена. С 2014 года на основе SAR-400 и модернизированной модели SAR-401 разрабатывается робот FEDOR.

## История
С 2011 года разработкой SAR-400 занималось НПО «Андроидная техника», затем организация работ, экспериментов и тестирования проходила под руководством ФГУП ЦНИИмаш, являвшегося головным учреждением Федерального космического агентства России. Ранее НПО «Андроидная техника» представляла AR-600. SAR-400 стал первым российским космическим роботом за 20 лет.
В ноябре 2011 года SAR-400 испытывался в Звездном городке в Центре подготовки космонавтов. В 2012 году планировалось отправить робота на МКС в 2014 году
В феврале 2012 года был представлен на Первом Германо-Российском семинаре по космической робототехнике.
В 2013 году, из-за недостаточной мощности приводных механизмов SAR-400, был создан SAR-401 отличающийся принципами работы захватывающихся устройств. Их два: первый предназначен для выполнения тяжелой работы – захват, удержание и перемещение объектов различной массы. Второй захват осуществляет работу, требующую мелкой и точной моторики».
В сентябре 2013 на базе Центра подготовки космонавтов имени Ю. А. Гагарина проводились экспериментальные исследования усовершенствованного антропоморфного робота SAR-401 и его виртуальной интерактивной трёхмерной модели.

В ноябре 2013 года SAR-401 был представлен в Звездном городке; он являлся опытным прототипом для создания летного экземпляра, который впоследствии планируется отправить на МКС и который будет постоянно находиться на внешней поверхности МКС, а для работы в открытом космосе он будет смонтирован на конце европейского манипулятора ERA.
В марте 2014 заместитель председателя правительства РФ, председатель попечительского совета ФПИ Дмитрий Рогозин заявил что в ближайшее время Фонд перспективных исследований приступит к реализации проекта по созданию базовой антропоморфной робототехнической платформы. Российский андроид будет обладать рядом особенностей - это и управление при помощи копирующего костюма, и очувствленные манипуляторы, которые также будут дополнены эффективной системой 3D-зрения. Оператор сможет не только в точности передавать андроиду свои движения, но и получать силомоментную обратную связь, что позволит контролировать усилие при захвате. Эта система станет подобием "аватара". Первый этап проекта планируется завершить уже в 2015 году.
В 2014 года Роскосмосом планировалось начать опытно-конструкторские работы "Перспектива", составной частью которых является робототехническая система для поддержки космонавтов. В рамках этих работ "Андроидная техника" создаст антропоморфную робототехническую систему на основе торсового SAR-401. "Планировалось в течение двух лет сделать эскизное проектирование, полностью разработать конструкторскую документацию и на выходе представить полнофункциональный макет".
Так же в 2014 году НПО «Андроидная техника» по заказу МЧС совместно с Фондом перспективных исследований (ФПИ) в рамках "Спасатель" было начато создание антропоморфного полноразмерного робота "Аватар" отличающегося от SAR-401 в том числе наличием ног. В 2016 году было сообщено что представленный робот разработанный НПО «Андроидная техника» и Фондом перспективных исследований (ФПИ) получил имя FEDOR и будет иметь модель для полетов на пилотируемых космических кораблях, и совершит первый полет в 2021 году.
В конце 2014 года в ЦПК им. Ю.А. Гагарина были проведены функциональные испытания SAR-401.
На базе SAR-401 в рамках космического эксперимента "Теледроид" будет изготовлен летный образец для работы на МКС. Торсовая антропоморфная часть будет размещена на внешней оболочке МКС и будет управляться с наземного пункта или космонавтом, находящимся внутри герметичных модулей МКС, и взаимодействующий с роботом эксперимента "Косморобот" - роботом паукообразного типа с несколькими руками, в рамках которого отрабатывается возможность перемещения робота по поверхности станции; В 2016 году исполнители "Косморобот" "РКК "Энергия" в кооперации с Центральным научно-исследовательским институтом робототехники и технической кибернетики (ЦНИИ РТК) и НПО "Андроидная техника" приступили к разработке в рамках контракта.
В 2016 году планировалось доставить антропоморфного робота на МКС в 2020 - 2021 году.

## Цели
Основной целью создания SAR-400 была замена роботами человеческого присутствия для снижения риска жизни людей, снижение финансовых затрат на поддержание жизнедеятельности космонавтов, а также:
- использование антропоморфных робототехнических систем на орбите (внутри и вне космической станции). Выполнение сервисных и аварийных работ[4];
- перспективные инопланетные экспедиции.

## Характеристики
Главная особенность робота заключается в его управлении — чтобы им управлять, не нужно моделировать движение других механизмов, не нужно просчитывать движения.
SAR—400 оснащён датчиками, которые позволяют передавать силомоментные ощущения оператору наземного центра управления.
Для работы в далёком космосе, с которыми связь будет затруднена, планировалось использование микропрограммы по супервизор-технологии, когда роботу задаётся вектор движения или ставится задача, а робот, получив данные, сам принимает решение, как выполнять поставленную задачу. Кроме того, в «голову» SAR-400 собирались встроить программы автоматической работы в различных режимах.
От западных разработок российский SAR-400 должен был отличаться тем, что реализовывал возможность передать человеку-оператору не только картинку и звук, но и весь спектр ощущений, включая тактильные.
Вес робота — 144 килограмма, он способен выполнять операции с объектами весом до 10 килограмм.

### Управление
Оператор робота, одетый в специальный управляющий костюм, посредством установленной синхронности движений задающего и управляющих механизмов, имеет возможность эффективно осуществлять рабочие действия вне зависимости от расстояния и условий окружающей среды. Роботом можно будет управлять и с Земли.

## Испытания
- В ноябре 2011 года робота испытывали в Звёздном городке в Центре подготовки космонавтов им. Ю. А. Гагарина, в ходе отработки был проведён ряд тестов по отработке манипуляций и технологических операций, взаимодействию робота и космонавта, адаптации робота к инфраструктуре орбитальной станции. SAR-400 с помощью оператора закручивал шурупы, открывал люки наземной копии одного из модулей МКС. Его тестировали на полноразмерном макете станции «Мир», работали с тренажёрным комплексом «Выход-2», на котором будущие космонавты отрабатывают выход в открытый космос.